# Park Narodowy „Zawidowo”
Park Narodowy „Zawidowo” (ros. Национа́льный па́рк «Завидово») – park narodowy w europejskiej części Rosji. Znajduje się w rejonach wołokołamskim, klińskim i łotoszyńskim w obwodzie moskiewskim, a także w rejonach kalinińskim i konakowskim w obwodzie twerskim. Jego obszar wynosi 1328,58 km². Dekretami prezydenta Federacji Rosyjskiej z dnia 21 lutego 1992 roku i z dnia 18 sierpnia 1996 roku dotychczasowy rezerwat „Zawidowo” otrzymał status parku narodowego. Na terenie parku znajduje się rezydencja prezydenta Federacji Rosyjskiej, a cały park jest chroniony przez Federalną Służbę Bezpieczeństwa Federacji Rosyjskiej (FSB). Dla osób nie mieszkających na terenie parku wejście jest możliwe tylko ze specjalnymi przepustkami. W 2000 roku park został zakwalifikowany przez BirdLife International jako ostoja ptaków IBA.

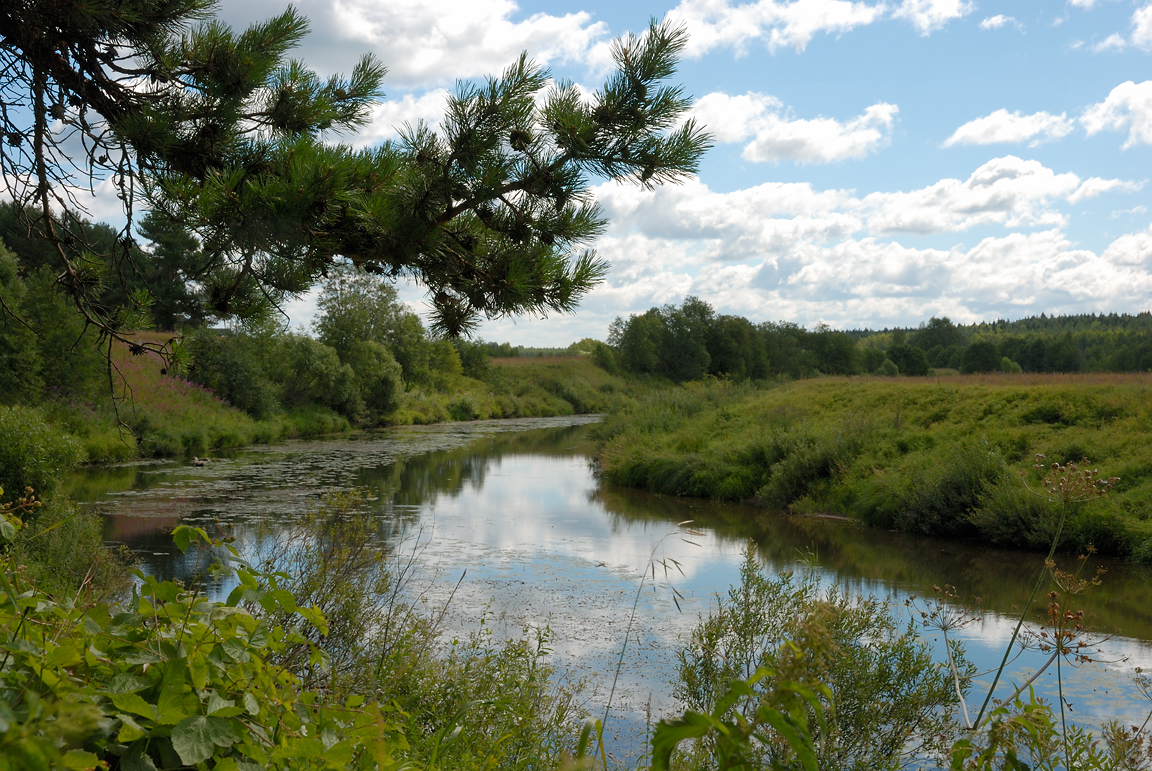
Rzeka Szosza

## Opis
Park znajduje się na Wyżynie Moskiewskiej, nad brzegami Szoszy (dopływ Wołgi), Łamy i Zbiornika Iwańkowskiego. Dominuje tu płaski teren z niewielkimi wzniesieniami. 64% powierzchni parku zajmują lasy.
Park można podzielić na cztery części. Na północy przeważają bagna i pola, część terytorium zajmują lasy liściaste i mieszane, na brzegach Zbiornika Iwańkowskiego rosną drzewa iglaste. Centralna część położona jest na granicy rzek Łamy i Jauzy. Przeważają tu lasy iglaste i liściaste, pomiędzy którymi znajdują się niewielkie bagna i rzeki. Część południowa biegnie wzdłuż granicy rzek Łama, Jauza i Małaja Siestra. Występują tu przede wszystkim bory sosnowe i torfowiska wysokie. Zachodnia część, która rozciąga się między rzekami Łama, Szosza i Łob, jest najbardziej dziewicza. Są tu przede wszystkim bory sosnowe, bory świerkowe i torfowiska wysokie.

## Flora i fauna
Brzozy zajmują 43% powierzchni lasów, sosna 32%, świerk 16%, osika 4,5%, olcha 4,5%.
Fauna parku jest zróżnicowana i obejmuje 42 gatunki ssaków, niektóre z nich zostały w przeszłości sprowadzone do rezerwatu. Mieszkają tu m.in.: niedźwiedź brunatny, ryś euroazjatycki, łoś euroazjatycki, jeleń szlachetny, jeleń wschodni, sarna europejska, dzik euroazjatycki, kuna leśna, norka europejska, gronostaj europejski, łasica pospolita, borsuk europejski, wydra europejska i wilk szary. Ptaki reprezentowane są przez 231 gatunków. Żyje tu m.in. bielik, rybołów, orlik grubodzioby i żuraw zwyczajny.

## Historia
W 1929 roku w okolicach miejscowości Kozłowo powstało wojskowe gospodarstwo łowieckie, które w 1951 roku zostało rozwiązane. Ponownie je uruchomiono na początku lat 60. XX wieku. Gośćmi podczas wizyt w ZSRR byli tu m.in. Josip Broz Tito, Fidel Castro, Erich Honecker, Urho Kekkonen, Janos Kadar. Za przywództwa Nikity Chruszczowa i Leonida Breżniewa teren gospodarstwa ciągle był powiększany. W 1971 roku utworzono tu państwowy rezerwat naukowy i doświadczalny.
W lutym 1992 roku rosyjski prezydent Borys Jelcyn wydał dekret o utworzeniu Państwowego Kompleksu „Zawidowo”, który obejmuje park narodowy i oficjalną rezydencję prezydenta o nazwie „Ruś”. Na mocy tego samego dekretu kompleks został podporządkowany Federalnej Służbie Bezpieczeństwa Federacji Rosyjskiej. W 1996 roku dekretem prezydenta zatwierdzono status rezydencji „Ruś”.